# Swensk Literatur-Tidning

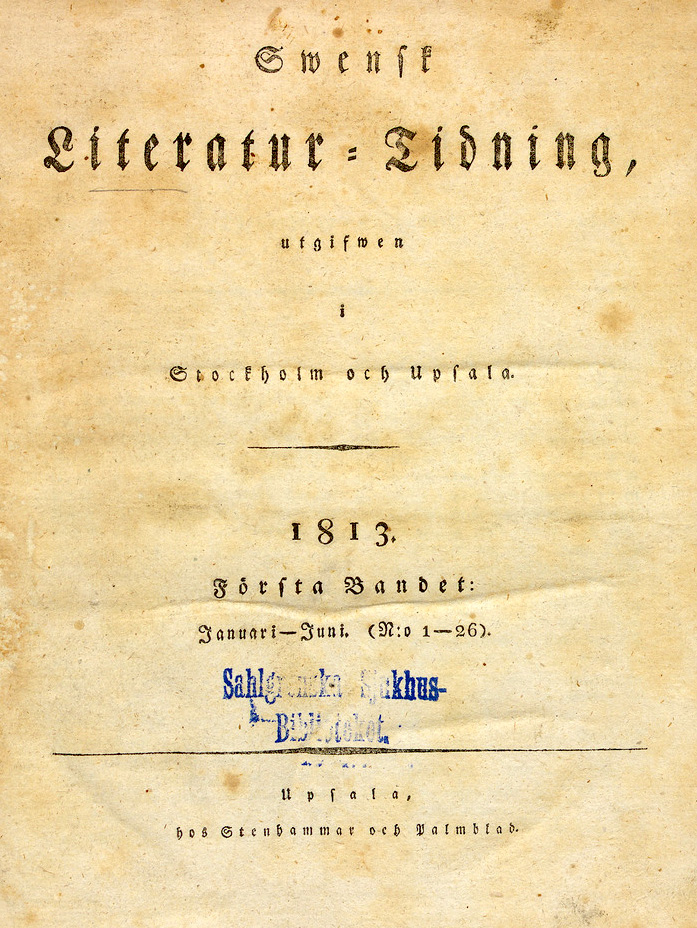
Titelblad för första numret.

Swensk Literatur-Tidning var en litterär månadsskrift som efterträdde Phosphoros och utgavs i Uppsala 1813–1825 av professor Vilhelm Fredrik Palmblad (1788-1852) och boktryckare Jakob Axel Stenhammar (1788–1826). Medarbetare var representanter för nyromantikerna i Sverige, kallade fosforister. I tidningen publicerades flera av Per Daniel Amadeus Atterboms viktigaste inlägg. Normalupplagan var dock endast 150 exemplar. 